# Glediczja
Glediczja, iglicznia (Gleditsia L.) – rodzaj roślin należący do rodziny bobowatych. Obejmuje 12 gatunków. Rodzaj ma porozrywany zasięg, przy czym oddalone od siebie gatunki (np. południowoamerykański i azjatyckie) oddzielone od siebie od ok. 60 milionów lat, zachowują bardzo duże podobieństwo. Większość gatunków (8) występuje we wschodniej Azji (od Japonii po Celebes i północno-wschodnie Indie). Najwięcej rośnie ich w Chinach (6, z czego 3 to endemity tego kraju). Jeden gatunek (G. amorphoides) występuje w środkowej części Ameryki Południowej, dwa gatunki obecne są w Ameryce Północnej (G. aquatica i G. triacanthos), jeden w Azji na południe od Morza Kaspijskiego (G. caspica). Glediczje zajmują zróżnicowane siedliska – występują zarówno w suchych lasach, zaroślach i na terenach skalistych lub piaszczystych, jak i w lasach nizinnych wilgotnych i bagiennych.
Poza naturalnym zasięgiem najszerzej rozprzestrzeniona jest glediczja trójcierniowa G. triacanthos, sadzona głównie jako ozdobna. Także w Polsce ten gatunek jest często uprawiany, kilka innych spotykanych jest niemal wyłącznie w kolekcjach arboretów i ogrodów botanicznych. 
Glediczja trójcierniowa w pierwotnym zasięgu była źródłem cenionego drewna, Czirokezi sporządzali z tego gatunku łuki i wykorzystywali ciernie m.in. jako igły. Trwałe drewno wykorzystywane było do wyrobu podkładów kolejowych, na słupy ogrodzeń. Gatunek sadzony jest jako roślina pastewna, a jego owoce są jadalne także dla ludzi (zanim zdrewnieją, z ich pulpy wyrabiano także piwo). Glediczja ta sadzona jest także w celu rekultywacji gleb. Inne gatunki także są uprawiane dla drewna, z powodu cierni jako żywopłoty, ich owoce i nasiona wykorzystywane są jako lecznicze, a także jako mydła, ze względu na dużą zawartość saponin.
Naukowa nazwa rodzaju upamiętnia niemieckiego botanika, przyjaciela Karola Linneusza, Johanna Gottlieba Gleditscha (1714–1786).

## Morfologia

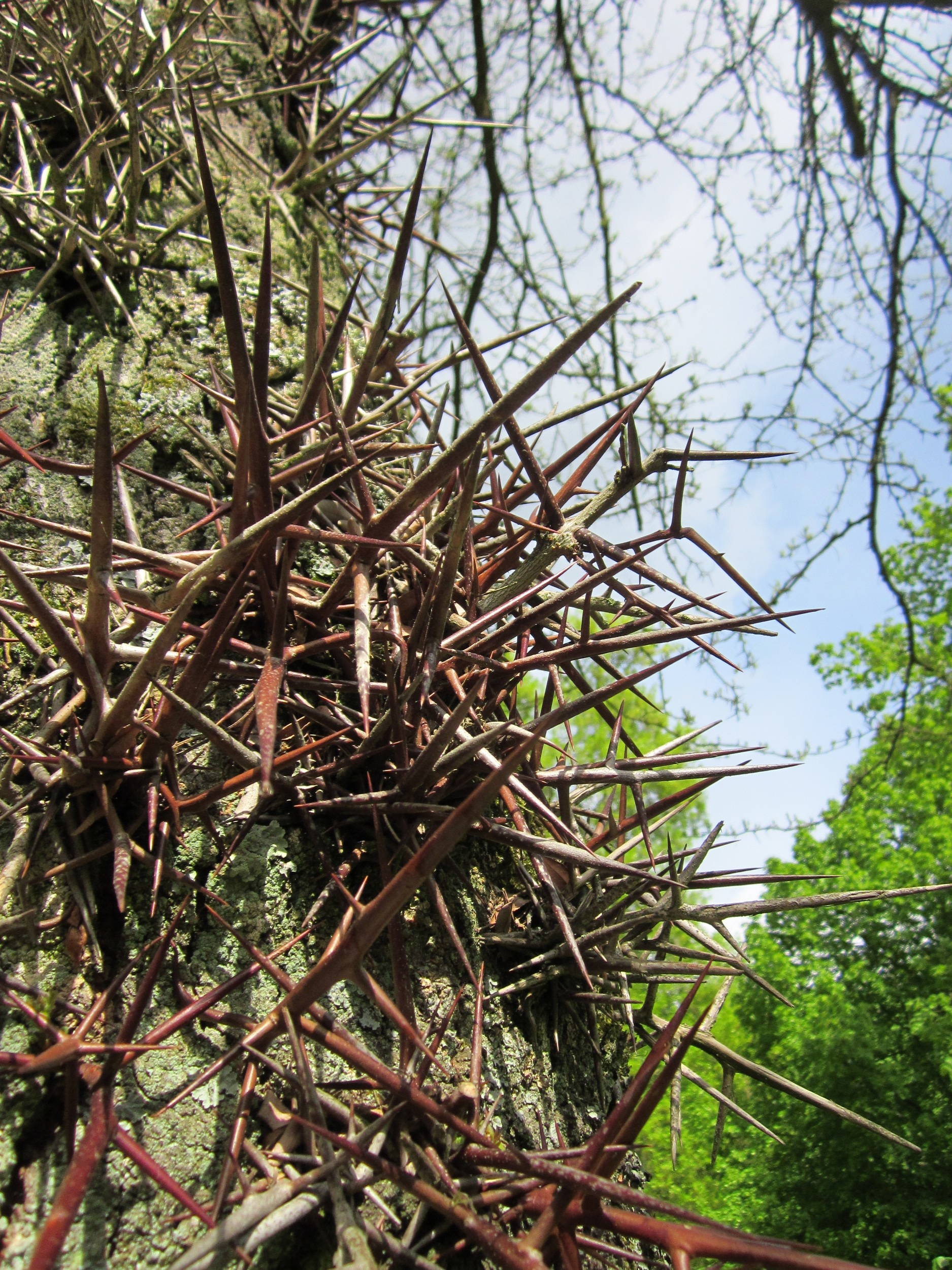
Ciernie na pniu glediczji chińskiej

PokrójWiększość gatunków to niewielkie drzewa osiągające do 15–20 m wysokości, najbardziej okazała jest glediczja trójcierniowa osiągająca 45 m. Z kolei G. microphylla jest krzewwem. Pędy zróżnicowane są na długo- i krótkopędy. Zarówno na pniu i konarach, jak i na młodych pędach wyrastają ciernie, często w pęczkach i rozgałęzione. Bezcierniowe pędy występują tylko u form (odmian) glediczji trójcierniowej.
LiścieSkrętoległe, parzystopierzaste (bez listka szczytowego), zwykle pojedynczopierzaste na krótkopędach i podwójniepierzaste na długopędach. Poszczególne listki składają się w nocy i w czasie upałów, są wydłużone i niewyraźnie karbowanopiłkowane (całobrzegie u G. microphylla). Jesienią liście przebarwiają się na żółto.
KwiatyRóżnopłciowe lub obupłciowe (czasem dwojakiego rodzaju na tym samym okazie i w obrębie kwiatostanu) i promieniste, drobne, zebrane w grona i wiechy. Liczba członów poszczególnych okółków okwiatu bywa zmienna także w obrębie poszczególnych roślin. Działki kielicha i płatki korony są drobne, podobne do siebie i jest ich po 3–5. Pręcików jest 6–10, o nitkach wolnych. Zalążnia górna, powstaje z jednego owocolistka zawierającego pojedyncze lub liczne zalążki. Szyjka słupka jest krótka.
OwoceStrąki, spłaszczone lub nieco zaokrąglone na przekroju, jajowate, eliptyczne do silnie wydłużonych taśmowato i skręconych (u. G. triacanthos osiągają do 50 cm długości, ale np. u G. microphylla i G. aquatica tylko do 5 cm). Podobnie jak długość zmienna jest liczba nasion w owocach. Strąki zwykle wiszą długo na gałęziach i nie otwierają się.

## Systematyka i pochodzenie
Pozycja systematyczna

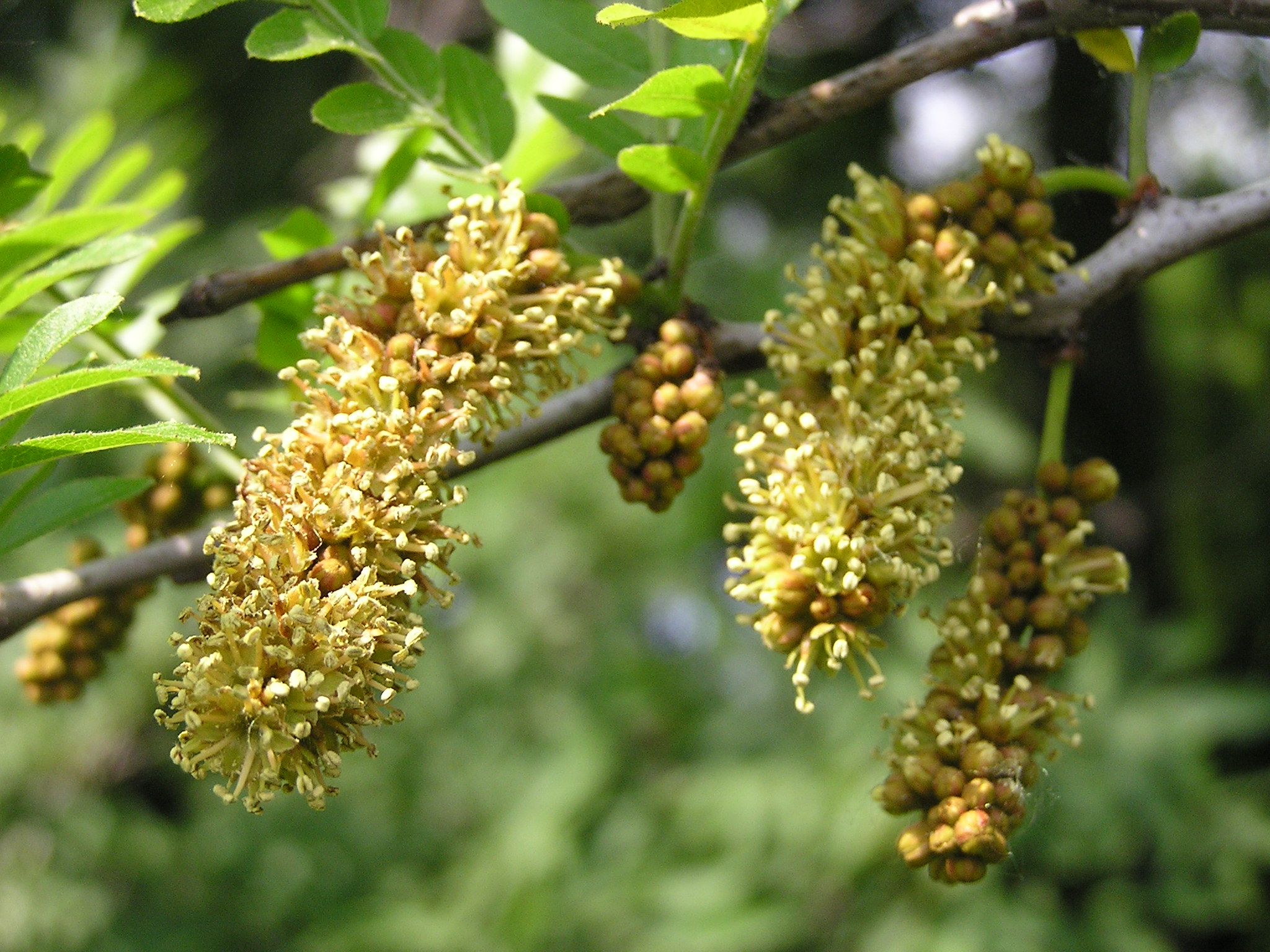
Kwiatostany glediczji trójcierniowej

Rodzaj z rodziny bobowatych Fabaceae, a w jej obrębie z podrodziny brezylkowych Caesalpinioideae i plemienia Caesalpinieae. Rodzaj jest blisko spokrewniony z rodzajem kłęk Gymnocladus.
W przeszłości gatunki tego rodzaju były szeroko rozprzestrzenione przynajmniej na półkuli północnej. Z zapisu kopalnego znanych jest ok. 40 gatunków wymarłych, w tym z Europy i zachodniej części Ameryki Północnej, tj. na obszarach gdzie we współczesnej florze rodzaj już nie występuje naturalnie. Glediczja opisywana jest jako relikt lasów trzeciorzędowych. Okazałe strąki i potężne ciernie wskazują na adaptację do rozprzestrzeniania nasion przez wymarłe gatunki megafauny.
Lista gatunków
- Gleditsia amorphoides (Griseb.) Taub.
- Gleditsia aquatica Marshall – glediczja bagienna, g. jednonasienna
- Gleditsia assamica Bor
- Gleditsia australis Hemsl.
- Gleditsia caspica Desf. – glediczja kaspijska
- Gleditsia fera (Lour.) Merr.
- Gleditsia japonica Miq. – glediczja japońska
- Gleditsia medogensis Z.C.Ni
- Gleditsia microphylla D.Gordon ex Y.T.Lee
- Gleditsia rolfei S.Vidal
- Gleditsia sinensis Lam. – glediczja chińska
- Gleditsia × texana Sarg.
- Gleditsia triacanthos L. – glediczja trójcierniowa